# Le Charretier de la Providence
Le Charretier de la Providence est un roman policier de Georges Simenon écrit pendant l'été 1930 à bord de L’Ostrogoth, à Nandy près de Morsang-sur-Seine et publié en mars 1931. Il fait partie de la série des premiers Maigret, éditée par Fayard.
Le roman se déroule au canal latéral à la Marne (principalement Dizy, près d’Epernay, et Vitry-le-François), au début des années 1930 ; l’enquête se déroule du 4 au 8 avril.

## Personnages
- Jean-Evariste Darchambaux, alias Jean Liberge : charretier de la péniche la Providence (tirée par des chevaux le long des chemins de halage), ex-médecin, ex-bagnard. Divorcé. 55 ans.
- Sir Walter Lampson : Anglais, colonel en retraite de l’armée des Indes, 68 ans.
- Mary Lampson, née Céline Mornet : épouse du colonel, ex-épouse de Darchambaux, 40 ans, la victime.
- Willy Marco : probablement de nationalité grecque, célibataire, homme de confiance du colonel et amant de Mary Lampson, environ 25 ans, seconde victime.
- Hortense Canelle : Belge, épouse du propriétaire de la Providence.

## Résumé
Maigret enquêtee sur le meurtre d'une femme à l'écluse n°14 de Dizy. Il fait la connaissance du curieux équipage du yacht Southern Cross, dont le propriétaire, Sir Lampson, mari de la victime, et Willy, amant de celle-ci, attirent ses soupçons. Pourtant, certains détails relevés à l'autopsie du corps de Mary lancent Maigret sur la piste de la Providence, péniche dont le charretier Jean, homme solitaire et taciturne, retient son attention.
Trois jours après le début de l'enquête, Willy est à son tour assassiné. Des indices (notamment un insigne trouvé à l'endroit du crime) font penser que le coupable est Lampson, mais, faute de preuves, Maigret erre, jusqu'au moment où il apprend qu'un vélo a été utilisé la nuit du crime. Peut-être s'agit-il de Jean... Celui-ci, justement, comme s'il se sentait soupçonné, tente de se suicider et se blesse grièvement.
L'affaire s'éclaire : Jean Darchambaux, ancien médecin, a probablement tué jadis sa riche tante pour satisfaire le goût de luxe de sa femme, mais l'affaire a mal tourné et il a été condamné à quinze ans de bagne. Malgré ses promesses, Mary, ou plutôt la future Mary (quand elle aura changé de nom après le drame et l'envoi au bagne de son mari) a refusé de suivre Jean à Saint-Laurent-du-Maroni (Guyane) où il devait purger sa peine. Désespéré, Jean s'est aigri, ses facultés intellectuelles se sont atrophiées. Devenu, après sa libération, charretier de la Providence, il a retrouvé sa femme par hasard (elle était alors remariée à Lampson), l'a tuée et a dû en outre tuer Willy qui l'avait surpris en train de rôder autour du yacht où il cherchait à brouiller les pistes. Sur cette péniche où il avait réussi à se créer un petit univers bien à lui, Jean meurt des suites de ses blessures, parmi ses chevaux, et entouré de l'affection presque maternelle d'Hortense Canelle et de la compréhension émue de Maigret.

## Aspects particuliers du roman
Le traitement de l’espace en tant que créateur d’atmosphère est très développé, particulièrement lorsque Maigret parcourt à vélo les soixante-huit kilomètres qui séparent Dizy de Vitry-le-François. Le canal rectiligne, la peinture du monde des écluses et des bateaux, une pluie incessante contribuent à engendrer une ambiance monotone et pesante qui n’exclut pas le pittoresque. Et au milieu de ce monde archaïque, Simenon montre Maigret comme un homme moderne utilisant les toutes dernières inventions, comme le belinographe.

## Éditions
- Édition originale : Fayard, 1931
- Tout Simenon, tome 16, Omnibus, 2003  (ISBN 978-2-258-06101-9)
- Livre de poche, n° 14297, 2003  (ISBN 978-2-253-14297-3)
- Romans, tome I, Gallimard, Bibliothèque de la Pléiade, n° 495, 2003  (ISBN 978-2-07-011674-4)
- Maigret à la campagne, Omnibus, 2005  (ISBN 978-2-258-06789-9)
- Romans, tome I, Gallimard, Bibliothèque de la Pléiade, n° 495, 2003  (ISBN 978-2-07-011674-4)
- Tout Maigret, tome 1, Omnibus, 2019  (ISBN 978-2-258-14806-2)

## Adaptations
- Sous le titre The Crime at Lock 14, avec Rupert Davies, diffusé à la BBC en 1963.
- Sous le titre Keishi to Minami jūjisei, adapté pour la télévision japonaise en 1978, dans une réalisation de Inoue Akira, avec Kinya Aikawa (Commissaire Maigret)
- Le Charretier de La Providence, téléfilm de Marcel Cravenne, avec Jean Richard dans le rôle de Maigret, diffusé sur Antenne 2 en 1980.
- Sous le titre Maigret et la Croqueuse de diamants, téléfilm d'André Chandelle, avec Bruno Cremer dans le rôle-titre, diffusé en 2001.